# Alapins öppning
Ej att förväxla med Alapinvarianten.
Den här artikeln använder algebraisk schacknotation för att beskriva schackdragen.
Alapins öppning är en ovanlig schacköppning som definieras av dragen:
1. e4 e5
2. Se2
Den är uppkallad efter Semjon Alapin (1856–1923).